# 火星成分
火星成分（composition of Mars）涵盖了描述火星构成的火星地质学分支。

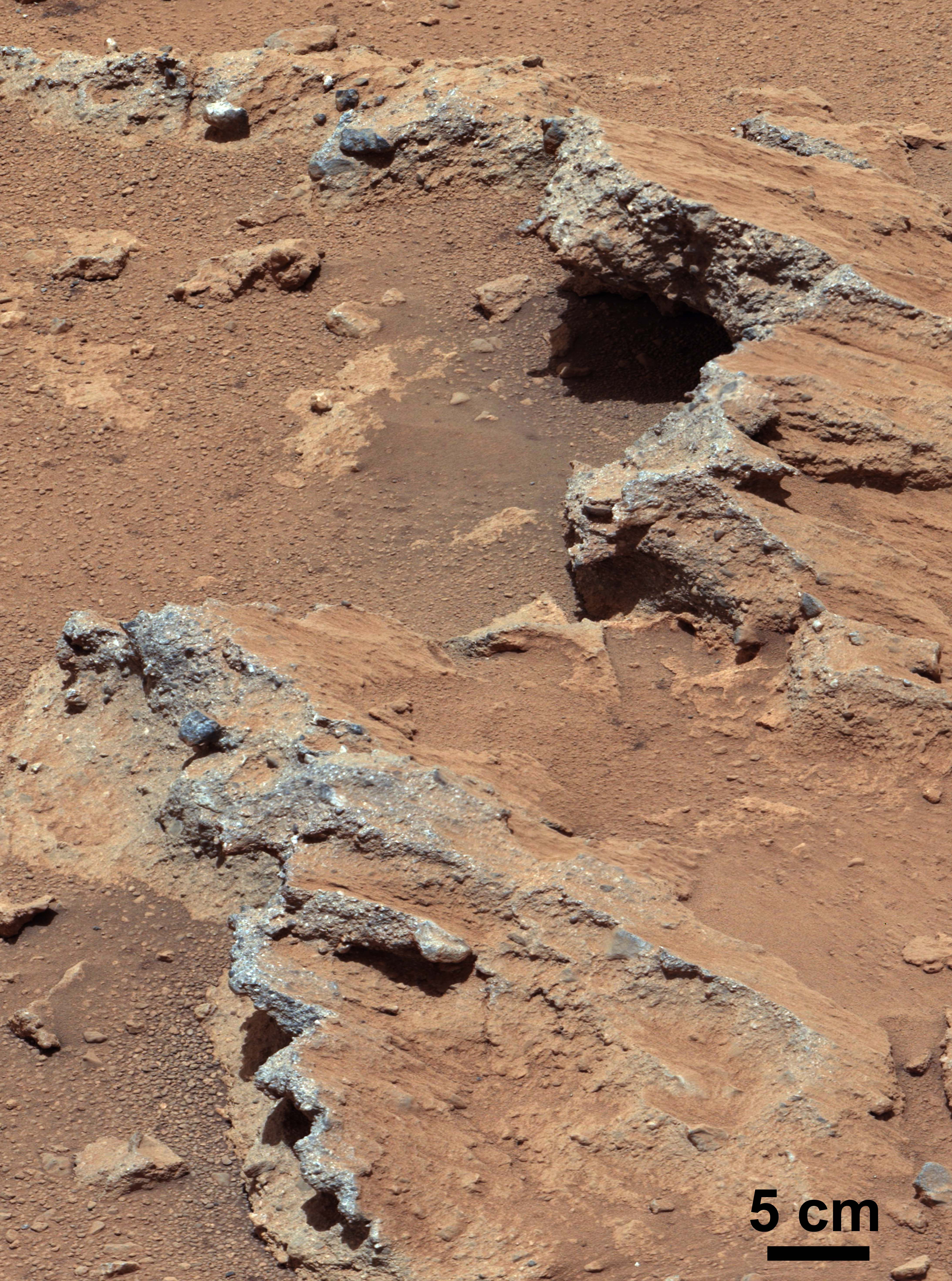
火星“霍塔岩”露头—好奇号漫游车观察的一条古河床 (2012年9月12日，白平衡) (原始 、特写 、立体)，富铁化合物使火星土壤呈现出明亮的棕红色。

## 组成元素

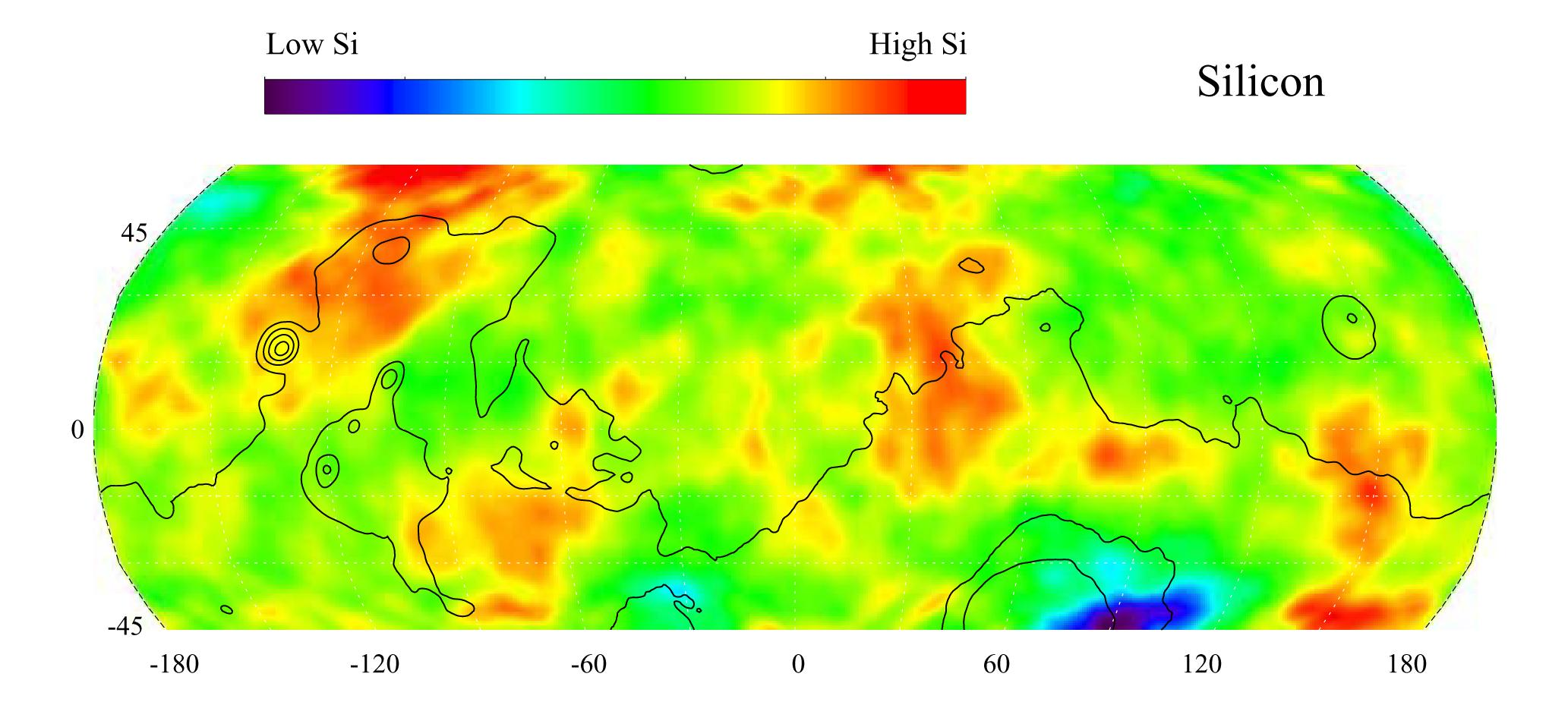
元素丰度可通过轨道航天器远程测定。该地图显示了表面硅元素的浓度（以重量百分比计），数据来自火星奥德赛号探测器上的伽马射线光谱仪（GRS）组件，许多其他元素也有类似测绘图。

火星是一颗结构分异的类地行星，意味着它有一颗由金属铁和镍构成的中心内核，周围被一层密度较小的硅酸盐地幔和地壳所包裹。像地球一样，火星似乎有一颗熔融的铁核，或至少有一颗熔融的外核，但地幔中似乎没有对流，目前火星几乎没有地质活动。
火星的元素成分在几个重要方面都与地球不同，首先，对火星陨石的分析表明，火星地幔中的铁含量大约是地球的两倍，该行星独特的红色就缘于它表面的氧化铁；第二，其内核硫含量较高；第三，火星地幔的钾和磷含量比地球高；第四，火星地壳中硫、氯等挥发性元素含量也高于地球，其中许多结论都得到了火星表面岩石和土壤原位分析的支持。
目前对火星元素成分的了解大多来自轨道航天器和着陆器（详见火星探测列表），这些航天器大部分携带了光谱仪和其他仪器，通过轨道遥感或表面原位分析来测量火星表面成分。在地球上也发现了许多陨石形式的实际火星样本，火星陨石（通常简称为“SNC”—辉玻无粒陨石（Shergottites）、辉橄无粒陨石（Nakhlites）和纯橄无球陨石（Chassignites），已证明最初起源于火星的陨石群）提供了火星地壳和内部化学成分的数据，除非通过实地采样返回任务，否则无法获得这些数据。

火星上容量最丰富的气体（2012年10月好奇号火星车测量）。

依据这些数据来源，科学家认为火星地壳中最丰富的化学元素是硅、氧、铁、镁、铝、钙和钾，这些元素是构成火成岩矿物的主要成分。而钛、铬、锰、硫、磷、钠和氯等元素含量较少，但仍是岩石中许多副矿物以及尘埃和土壤（表岩屑）中次生矿物（风化产物）的重要组成部分。2017年9月5日，科学家报告说，好奇号探测车在火星上探测到硼，硼是地球生命的基本成分。这一发现和之前有关古代火星上可能存在水的发现，进一步支持了火星盖尔撞击坑早期可能的宜居性。
氢以水（H2O）冰和水合矿物的形式存在；碳在大气中以二氧化碳（CO2）的形式出现，有时以干冰存在于两极，还有数量未知的碳被储存在碳酸盐岩中；分子氮（N2）只占大气的2.7%。据目前所知，除了在大气层中检测到微量甲烷外，火星上尚不存在有机化合物。2014年12月16日，美国宇航局报告说，好奇号探测车在火星大气层中探测到“十倍峰值”的甲烷含量，可能只是局部现象。“20个月内进行了十几次”样本测量的结果显示，2013年末和2014年初甲烷含量有所增加，平均“大气中甲烷含量为十亿分之七”，在此前后，平均读数约只为该水平的十分之一。

## 矿物和岩石

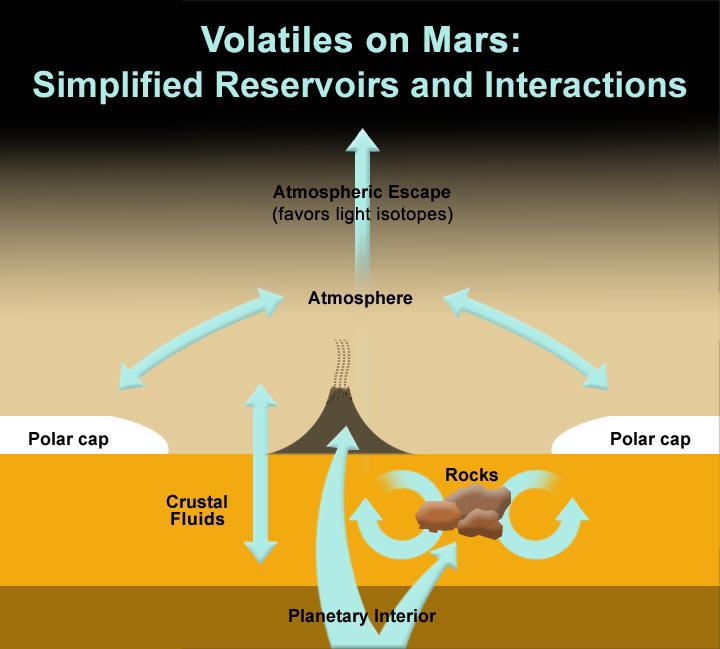
火星挥发性气体（2012年10月好奇号火星车测量数据）。

火星基本上是一颗火成岩行星，地表和地壳中的岩石主要由岩浆结晶的矿物构成。目前对火星大部分矿物成分的了解均来自轨道航天器光谱数据、六处着陆点岩石和土壤的原位分析以及对火星陨石的研究。目前在轨的光谱仪包括火星奥德赛号的热辐射成像系统、火星快车号的光学与红外矿物光谱仪和火星勘测轨道飞行器上的紧凑型火星侦察成像光谱仪。而两辆火星探测车则分别携带了识别火星表面矿物的阿尔法粒子X射线光谱仪（APXS）、小型热辐射光谱仪（Mini-TES）和穆斯堡尔光谱仪。
2012年10月17日，位于火星“石巢”的好奇号火星车首次对火星土壤进行了X射线衍射分析。火星车上的化学与矿物分析仪结果揭示了包括长石、辉石和橄榄石等在内的数种矿物，并表明样本中的火星土壤与夏威夷火山的“风化玄武岩土壤”相似。

### 原生岩和矿物
|                                   |                     |                     |                 |                       |                          |                   |                   |
| 阿迪朗达克 (勇气号)               | 藤壶比尔 (旅居者号) | 巴瑟斯特港 (好奇号) | 大乔 (海盗号)   | 布洛克岛 (机遇号)陨石 | 弹跳岩 (机遇号)          | 加冕岩 (好奇号)   | 酋长石 (机遇号)   |
|                                   |                     |                     |                 |                       |                          |                   |                   |
| 埃斯佩兰斯岩 (机遇号)             | 古尔本岩 (好奇号)   | 热盾岩 (机遇号)陨石 | 本垒石 (勇气号) | 霍塔岩 (好奇号)       | 杰克·马蒂耶维奇 (好奇号) | 最后机会 (机遇号) | 林克岩 (好奇号)   |
|                                   |                     |                     |                 |                       |                          |                   |                   |
| 麦基诺岛 (机遇号)陨石             | 咪咪岩 (勇气号)     | 红岛 (机遇号)陨石   | 金壶岩 (勇气号) | 石巢3号 (好奇号)      | 谢尔特岛 (机遇号)陨石    | 廷蒂纳 (好奇号)   | 瑜伽石 (旅居者号) |
| 可点击图像 陨石=火星岩石列表 - () |                     |                     |                 |                       |                          |                   |                   |

火星上的幽暗区域以橄榄石、辉石和斜长石等铁镁质成岩矿物为特征。这些矿物是玄武岩的主要成分，玄武岩是一种黑色火山岩，也构成了地球上的洋壳和月球的月海。
橄榄石矿物遍布于火星各处，但其中一些最大的集中在尼利槽沟，一处含有诺亚纪年代岩石的地区；另一处富含大型橄榄石露头的地区位于水手谷东侧的恒河峡谷。橄榄石在液体水存在的情况下会迅速风化为粘土矿物，因此，大量分布有含橄榄石的岩石露头区表明，自岩石形成以来，该地区液态水并不丰富。
辉石矿物也广泛分布于地表。低钙（正）辉石和高钙（斜）辉石均存在，高钙品种与较年轻的火山盾有关，低钙品种（顽火辉石）则在古老的高地地形中更为常见。由于顽火辉石的熔化温度高于其高钙同类，一些研究人员认为，它在高地的存在表明火星上较古老的岩浆温度高于较年轻的岩浆。
1997年至2006年间，火星全球探勘者号航天器上的热辐射光谱仪绘制了该行星的全球矿物成分图。热辐射光谱仪确认了火星上两种全球范围的火山单元。地表类型一（ST1）为诺亚纪高原的特征，由未经改变的富含斜长石和单斜辉石的玄武岩组成；地表类型二（ST2）常见于火星分界以北的年轻平原，比前者富含二氧化硅。

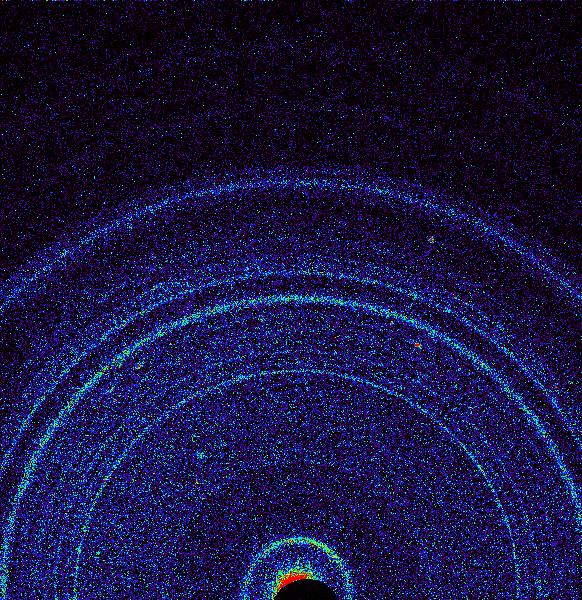
首张火星土壤的X射线衍射图—化学和矿物分析仪揭示出长石、辉石、橄榄石等（好奇号火星车在“石巢”，2012年10月17日）。

地表类型二的熔岩被解释为安山岩或玄武安山岩，表明北部平原的熔岩起源于化学演化程度更高、挥发性更强的岩浆（参见火成岩分异和分离结晶）。然而，其他研究人员认为地表类型二代表风化玄武岩，带有硅玻璃或其他次生矿物薄层，这些薄层是通过与含水或含冰材料相互作用所形成。

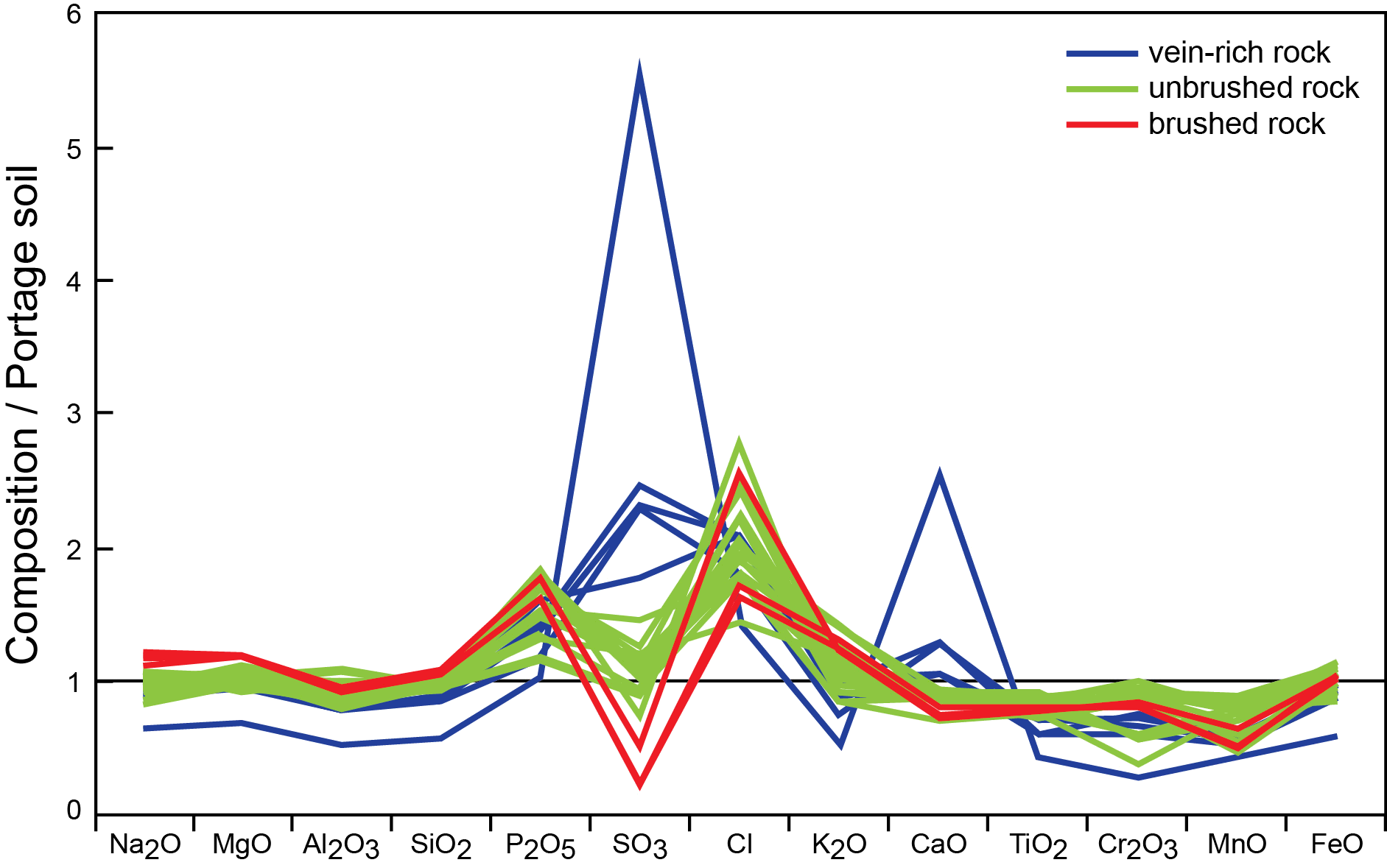
“黄刀湾”岩石的成分-岩石矿脉中的钙和硫含量高于“搬运”土壤-2013年3月好奇号探测车阿尔法粒子X射线光谱仪测量结果。

火星上存在真正的中性岩和长英质岩，但暴露在外的并不常见。火星奥德赛号探测器上的热辐射光谱仪（TES）和热辐射成像系统都在大瑟提斯区和安东尼亚第撞击坑西南坑壁附近发现了高硅质岩石。这些岩石的光谱类似于富含石英的英安岩和花岗岩，表明至少火星地壳的某些部分可能有类似地球的多种火成岩，一些地质物理证据表明，火星大部分地壳实际上可能是由玄武安山岩或安山岩构成。安山岩地壳被上覆的玄武质熔岩掩盖，玄武质熔岩虽然影响着地表成分，但体量较小。
勇气号探测车在古瑟夫撞击坑研究的岩石可用不同的方式进行分类，矿物的数量和类型使这种岩石成为原始玄武岩，也称苦橄玄武岩。这些岩石类似于被称为玄武质科马提岩的古陆相岩石。该平原上的岩石也类似于玄武质休格地陨石，即来自火星的陨石。在一种通过图表比较碱元素和二氧化硅数量的分类系统中，古瑟夫平原的岩石位于玄武岩、苦橄玄武岩和碱性玄武岩三者交界处，欧文·巴拉格分类法称它们为玄武岩。

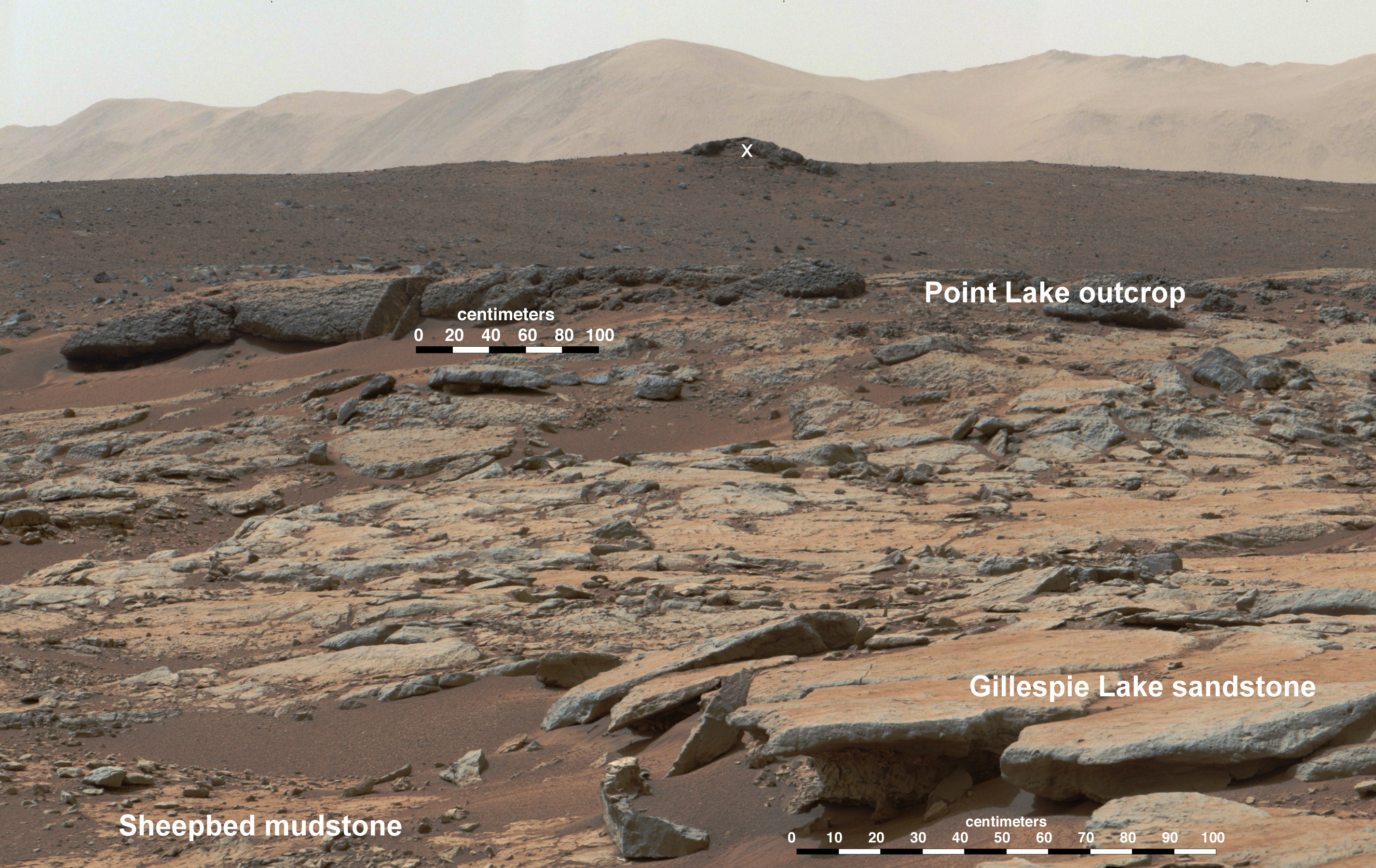
2013年2月14日好奇号漫游车看到的“羊床”泥岩（左下）及周边环境。

2013年3月18日，美国宇航局报告了来自好奇号探测车仪器提供的矿物水合作用证据：在多个岩石样本中，包括“廷蒂纳岩石”、破裂的“萨顿内露岩”块以及“克诺尔”和“韦内克”等其他岩石的矿脉和结核中发现了可能的水合硫酸钙 。在火星车从布雷德伯里着陆场到格莱内尔格黄刀湾区的穿越过程中，使用火星车动态中子返照率设备进行的分析表明，该地区地下含水量高达4%，深度达60厘米（2.0英尺）。

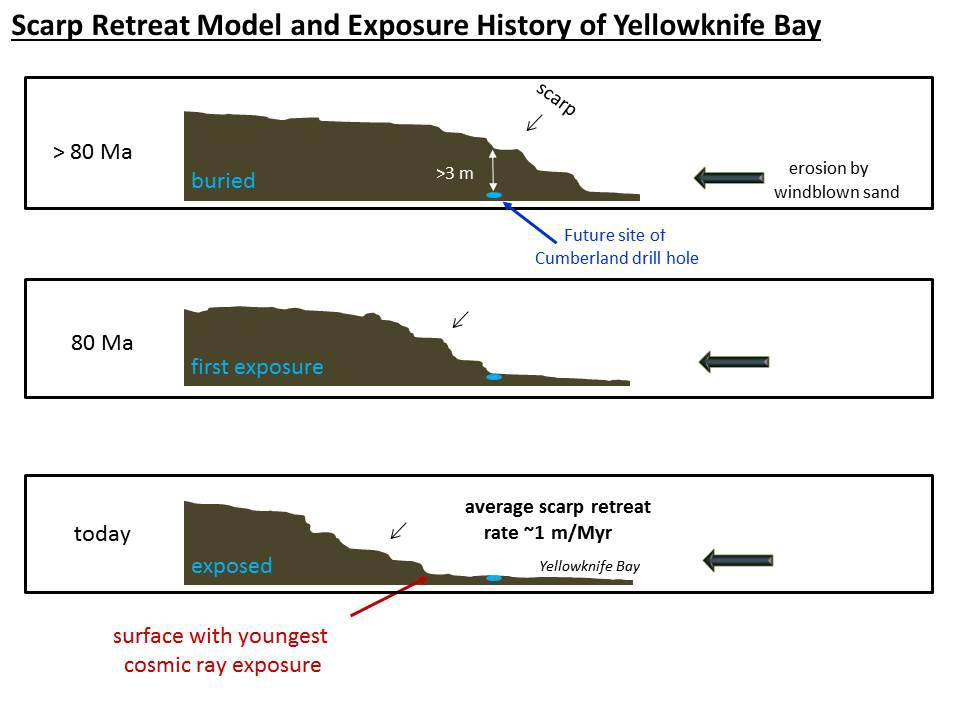
随着时间推移，火星上风沙导致的崖坡后退（黄刀湾，2013年12月9日）。

2013年9月的《科学》杂志上，研究人员描述了一种称为“杰克·马”或“杰克·马蒂耶维奇”的不同类型岩石，这是好奇号探测车上阿尔法粒子X射线光谱仪分析的首块岩石，因其碱性（>15%标准霞石）并相对分馏，而不同于其他已知的火星火成岩。杰克·马蒂耶维奇岩石与地球上一种通常在海岛和陆地裂谷中发现的橄榄粗安岩相似。它的发现可能意味着碱性岩浆在火星上可能比地球上更常见，好奇号可能会遇到更多分馏的碱性岩石（例如响岩和粗面岩）。
2013年12月9日，美国宇航局研究人员在《科学》杂志上发表了六篇系列文章，描述了好奇号火星车的诸多新发现。其中发现了无法用污染来解释的可能有机物，虽然有机碳可能来自火星，可用降落在火星上的尘埃和陨石来解释。但由于在好奇号火星样本分析设备中，大部分的碳是在相对较低的温度下释放的，因而，它们可能不是来自样本中的碳酸盐，碳可能来自生物体，但这一点尚未得到证实。这些含有机物的材料是火星车在黄刀湾区用冲击钻钻入一块叫““羊床泥岩””的岩石中5厘米获得的。这些样本分别被命名为“约翰·克莱因”和“坎伯兰”。微生物可通过一种叫做“矿质化能营养”的过程，
从矿物质间的化学不平衡中获取能量，从而在火星上生存。矿质化能营养的意思是“吃岩石”。然而，在这一过程中，只涉及极少量的碳，比在黄刀湾发现的碳要少得多。
利用火星样本分析设备的质谱仪，科学家们测量了宇宙射线穿过岩石时产生的氦、氖和氩同位素。他们发现这些同位素越少，岩石暴露在地表的时间就越近。好奇号钻探的40亿年前的湖底岩石，是在3000万至1.1亿年前被风刮去2米厚的覆盖岩层后裸露出的。下一步，他们希望通过在突出的露头附近钻探，找到一处比它年轻数千万年的地点。
在当前太阳极大期期间的300多天观察中，测量了火星表面所吸收的银河系宇宙射线及太阳高能粒子剂量和剂量当量。这些测量对于人类登陆火星、探测所有现存或过去可能的微生物生命存活时间以及确定潜在有机生命印迹能保存多久等都非常必要。这项研究估计，需要钻探数米深才能接触到可能的生物分子。辐射评估探测器（RAD）测量的地表实际吸收剂量为76兆戈瑞/年。根据这些测量结果，对于单程180天的火星往返任务，以及当前太阳周期在火星表面500天的往返任务，宇航员将暴露在约1.01西弗以上的总任务剂量当量下。暴露于1西弗辐射剂量下罹患致命癌症的风险将会增加5%。美国宇航局当前对在近地轨道上工作的宇航员飞行时长风险限制在3%的水平。大约3米厚的火星土壤就可最大限度地屏蔽银河宇宙射线。
被检测的样本可能曾经是泥浆，数百万至数千万年来可能宿住过活生物体。这种潮湿环境具有中性pH值、低盐度以及不同氧化还原态的铁和硫等矿物，这些类型的铁和硫应可被活生物体所利用。碳、氢、氧、硫、氮和磷等关键生物成因元素被直接测量到，通过推断，认为也存在磷。约翰·克莱因和坎伯兰两份样本均含有玄武岩矿物、硫酸钙、氧化铁/氢氧化铁、硫化铁、非晶体和三八面体蒙脱石（一种粘土矿物），泥岩中的玄武岩矿物与附近风成沉积物中的矿物相似。但泥岩中的铁-镁橄榄石和磁铁矿含量则要少得多。因此，铁-镁橄榄石（橄榄石类型）可能已蚀变为蒙脱石（粘土类型）和磁铁矿。晚诺亚纪/早赫斯珀里亚纪或更年轻的年代表明，火星上粘土矿物的形成超出了诺亚纪。因此，在该位置，中性pH值持续的时间比以前想象的要更长。

### 尘埃和土壤

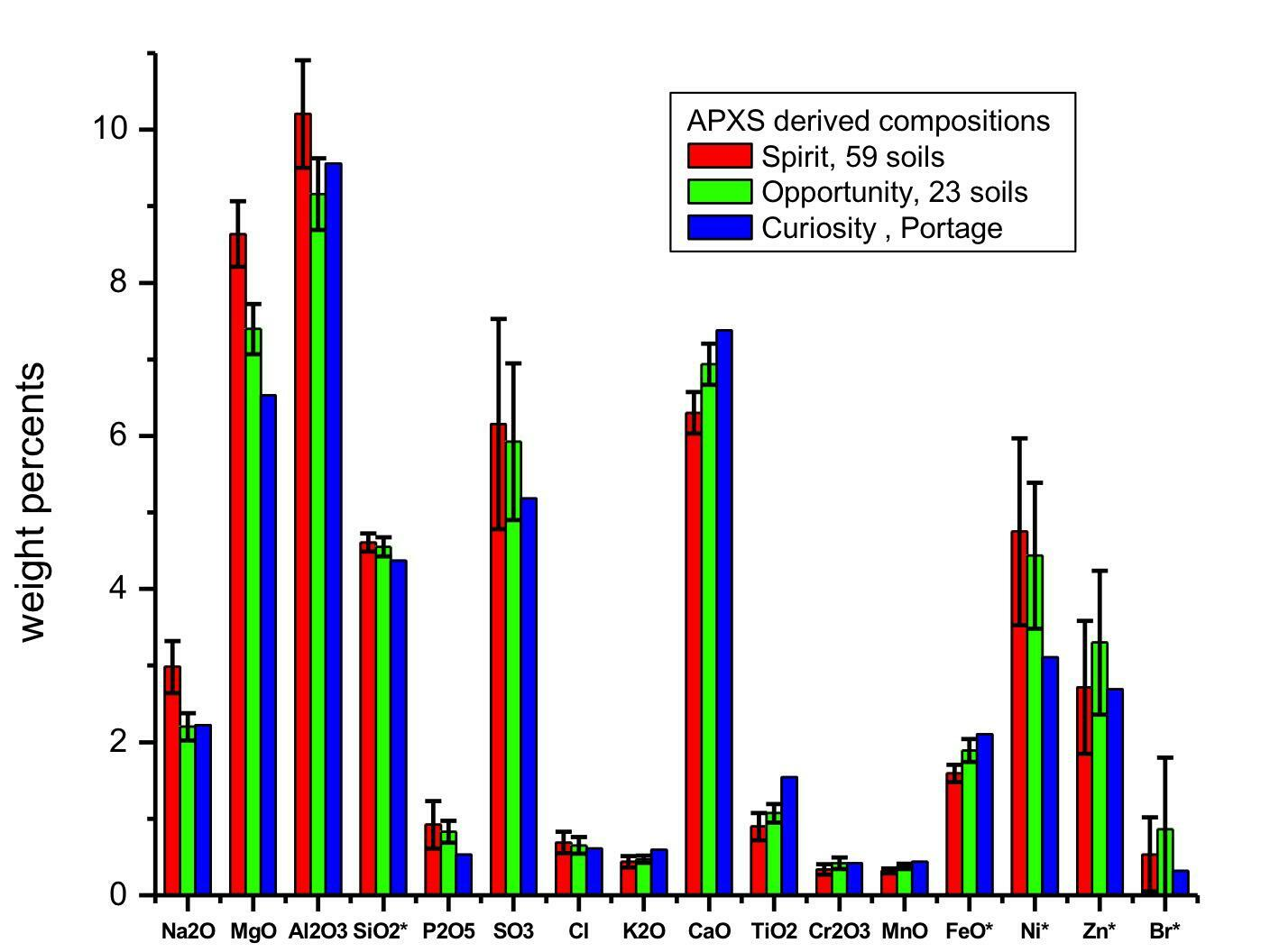
2012年12月3日，好奇号、机遇号和勇气号探测车采集的火星土壤样本对比分析图。

火星大部分表面都被一层像滑石粉般细腻的尘埃深深地覆盖着，弥漫于全球的尘埃掩盖了下面的基岩，使得火星许多区域无法从轨道上通过光谱识别原生矿物。尘埃红/橙色的外观是由氧化铁（III）（纳米相三氧化二铁）和氢氧化铁矿物针铁矿所造成。
火星探测车发现磁铁矿是使尘埃带有磁性的矿物，它可能还含有部分钛。
全球覆盖的尘埃和其他风成沉积层使得火星表面的土壤成分非常均匀。1976年海盗号登陆器对土壤样本的分析表明，火星土壤是由碎粒玄武岩碎屑构成，富含可能来自火山气体释放出的硫和氯。

### 次生（蚀变）矿物
火星上也存在原生玄武岩矿物通过热液蚀变和风化作用产生的矿物，这些次生矿物包括赤铁矿、页硅酸盐（粘土矿物）、针铁矿、黄钾铁矾、硫酸亚铁矿物、蛋白石和石膏等，许多次生矿物需要液态水才能形成（含水矿物）。
蛋白石和硫酸铁矿物形成于酸性（低pH）溶液中，在包括朱芬塔峡谷、伊乌斯峡谷、米拉斯峡谷、坎多尔峡谷和恒河峡谷附近等许多地方都发现了硫酸盐。这些地点都包含河流地貌，表明曾经存在过丰富的水，而勇气号火星车也在哥伦比亚丘陵发现了硫酸盐和针铁矿。
检测到的某些矿物类别可能是在适合生命的环境中（即有足够的液态水和合适的pH值）形成的。蒙脱石（一种页硅酸盐）是在接近中性的水域中形成的，页硅酸盐和碳酸盐都有利于保存有机物，因此它们可能含有过去生命的证据。硫酸盐沉积物可保存化学和形态化石，以及形成于赤铁矿等氧化铁中的微生物化石；蛋白石的存在指示了一种可维持生命的热液环境，且二氧化硅也非常适合保存微生物遗迹。

### 沉积岩

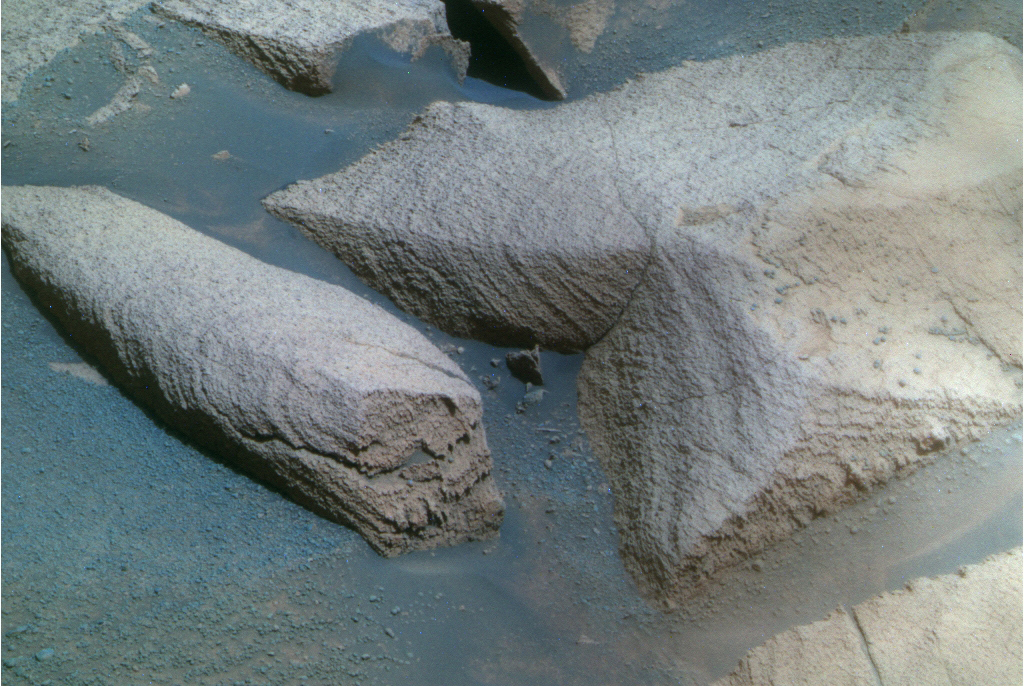
维多利亚撞击坑内具有交错层理的砂岩。

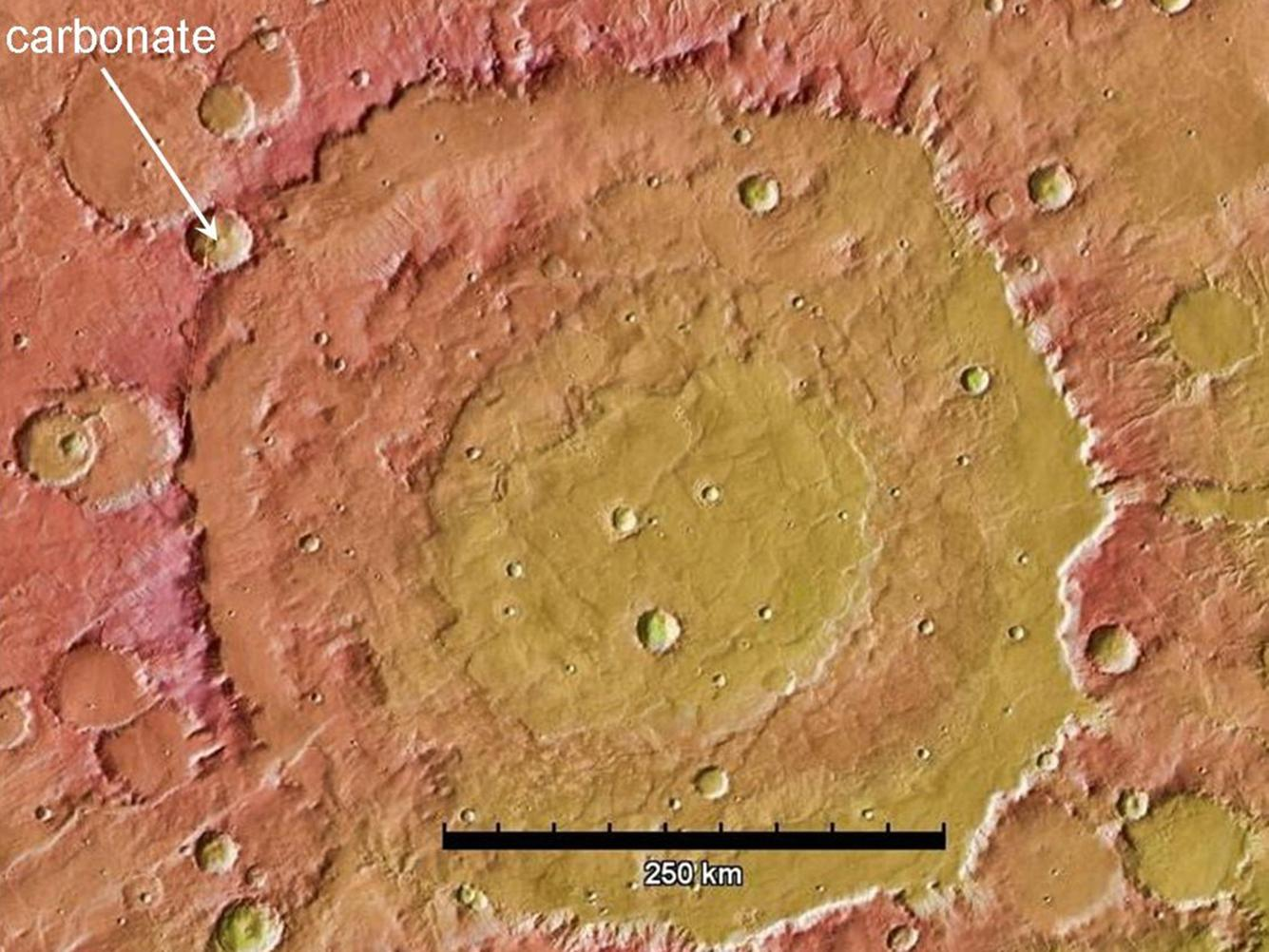
惠更斯陨击坑圆圈处指示发现了碳酸盐的地方。该沉积物可能代表火星表面拥有大量液态水的时代，比例尺长250公里（160英里）。

火星上广泛分布着层状堆积的沉积物，这些沉积物可能由沉积岩和硬度较差或未固结沉积物组成。在水手谷内几处峡谷中以及阿拉伯高地和子午线高原的大型陨石坑内（如见亨利撞击坑），分布着较厚的沉积堆积层，可能还包括北部低地中的大部分沉积物（如北方大平原地层）。“机遇号”火星探测车就降落在一处含有交错层（主要是风成）砂岩的区域（伯恩斯地层），埃伯斯瓦尔德撞击坑和其他地方也存在河流三角洲沉积。地质摄影证据表明，南部高地的许多陨石坑以及陨坑间的低洼地带含有诺亚纪年代的湖泊沉积物。
虽然天体生物学家和地球化学家对火星上可能存在碳酸盐非常关注，但几乎没有证据表明火星表面存在大量碳酸盐沉积物。2008年夏，凤凰号火星着陆器上的热释气分析仪（TEGA）和湿化学实验室（WCL）测试发现了3-5%（重量百分比）的方解石 (CaCO3) 和碱性土。2010年，勇气号火星探测车的分析也确认了古瑟夫撞击坑内哥伦比亚丘陵的露头富含碳酸镁铁（16-34 wt%）。碳酸镁铁很可能是在与诺亚纪火山活动有关的中性pH值水热条件下，从含碳酸盐溶液中沉淀出来的。
火星勘测轨道飞行器上的紧凑型火星侦察成像光谱仪在雅庇吉亚区惠更斯陨击坑边缘的陨坑中发现了碳酸盐（碳酸钙或碳酸铁），发生在坑壁上的撞击暴露了惠更斯陨击坑形成时撞击翻搅出的物质。这些矿物表明火星曾经拥有较厚的二氧化碳大气层和丰富的水分，因为碳酸盐只有在存在大量水的情况下才会形成。此前，该仪器曾探测到粘土矿物，而现在又在这些粘土矿物附近找到了碳酸盐。这两种矿物质都形成于潮湿环境中，据推测，数十亿年前的火星更温暖湿润。那时，碳酸盐可能是由水和富含二氧化碳的大气所形成，之后碳酸盐沉积物可能被掩埋。现在，二次撞击暴露了这些矿物。地球上也分布有大量石灰岩形式的碳酸盐沉积物。

## 勇气号漫游车在埃俄利斯区的发现
古瑟夫平原上的岩石是一种含有橄榄石、辉石、斜长石和磁铁矿等矿物的玄武岩，由于颗粒很细且带有不规则孔隙（地质学家称之为囊泡和孔洞），看上去类似火山玄武岩。平原上的大部分土壤来自当地破碎的岩石，在一些土壤中发现了含量相当高的镍，可能来自陨石。分析表明，这些岩石已被微量水份轻微改变，岩石外表涂层和内部裂缝中存在可能是溴合物的水沉积矿物。所有的岩石都覆盖着一层很细的尘埃和一层或多层坚硬的外壳，其中一些可以刷掉，而另一些则需用岩石研磨工具（RAT）才能磨掉。
火星哥伦比亚丘陵上分布着各种各样的岩石，其中一些已被水蚀变，但并非太多的水。
古瑟夫撞击坑中的尘埃与火星各地的尘埃相同，所有的尘埃都发现具有磁性。此外，勇气号火星车发现磁性是由磁铁矿物引起的，尤其是含钛元素的磁铁矿。一块磁铁能完全吸走所有的尘埃，因此所有的火星尘埃被认为都有磁性。尘埃的光谱与轨道卫星探测到的明亮、低热惯性区域如塔尔西斯和阿拉伯高地的光谱相似。一层厚度可能不到一毫米的薄薄尘埃覆盖了所有地表，其中的一些含有少量的化学结合态水。

### 平原
对平原岩石的观察表明，它们含有辉石、橄榄石、斜长石和磁铁矿等矿物。这些岩石可以用不同的方式进行分类，矿物的数量和类型使岩石成为原始玄武岩，也称苦橄榄石玄武岩。这些岩石类似于被称为玄武质科马提岩的古陆生岩石。该平原上的岩石也类似于玄武质休格地陨石，即来自火星的陨石。在一种通过图表比较碱元素和二氧化硅数量的分类系统中，古瑟夫平原的岩石位于玄武岩、苦橄玄武岩和碱玄岩三者交界处附近，欧文·巴拉格分类法称它们为玄武岩。
可能是由于水膜的作用，平原岩石已发生了非常轻微的变化，因为它们比较软，并含有可能是溴合物的浅材质纹理以及涂层或外壳。据认为，少量的水可能已进入裂缝中，从而导致矿化作用；岩石上的涂层可能是在掩埋后与水和尘埃膜相互作用时所产生。它们被改变的一个迹象是，与地球上发现的同类岩石相比，研磨这些岩石更容易。
勇气号研究的第一块岩石是阿迪朗达克岩石，结果证明它是该平原岩石特征的典型代表。

### 哥伦比亚丘陵
科学家们在哥伦比亚丘陵上发现了各种岩石，并将它们分为六种不同的类别，分别为：
阿迪朗达克、克洛维斯、许愿石（Wishstone）、和平（Peace）、瞭望塔（Watchtower）、后支索（Backstay）和独立（Independence），它们是以每群岩石中最突出的一块来命名的。通过阿尔法粒子X射线光谱仪测量，它们彼此间的化学成分差异显著，而最重要的是哥伦比亚丘陵上的所有岩石都因含水流体的作用而显示出不同程度的蚀变。它们富含磷、硫、氯和溴等元素，所有这些元素都可在水溶液中携带。哥伦比亚丘陵的岩石中含有玄武岩玻璃，以及不同数量的橄榄石和硫酸盐。橄榄石的丰度与硫酸盐含量成反比，这正是人们所期望的，因为水会破坏橄榄石，却有助于生成硫酸盐。
克洛维斯岩群特别有趣，因为穆斯堡尔光谱仪检测到了里面的针铁矿 ，针铁矿只有在有水情况下才能形成，因此它的发现是哥伦比亚丘陵岩石中过去有水的首个直接证据。此外，岩石和露头的穆斯堡尔光谱显示出橄榄石含量大幅下降，虽然这些岩石可能曾含有过大量橄榄石。橄榄石是缺水的标志，它在有水环境中极易分解。在哥伦比亚丘陵岩石群中还发现了需要水才能形成的硫酸盐：许愿石含有大量斜长石、部分橄榄石和硬石膏（一种硫酸盐）；和平岩显示了硫和结合水的有力证据，因此怀疑是水合硫酸盐；瞭望塔类岩石缺乏橄榄石，因此可能已被水蚀变；独立类岩石显示出粘土的一些迹象（蒙脱石可能是蒙皂石族的一种），而粘土需要暴露在水中相当长的时间才能形成。哥伦比亚山上一种叫做“帕索·罗伯斯”（Paso Robles）的土壤可能是蒸发沉积物，因为它含有大量的硫、磷、钙和铁。另外，穆斯堡尔光谱仪还发现，帕索-罗伯斯土壤中的大部分铁都是被氧化为有水就会发生的铁+++形态。
在为期六年的任务中期（该任务原只持续90天），在土壤中发现了大量纯二氧化硅。二氧化硅可能来自土壤与火山活动产生的酸性水蒸汽的相互作用，或来自温泉环境中的水。
勇气号停止工作后，科学家们研究了小型热辐射光谱仪（简称Mini-TES）的旧数据，确认了存在大量富含碳酸盐的岩石，这意味着火星上某些地区可能曾有水。碳酸盐是在一块名为“科曼奇”的岩石露头中发现的。
总之，勇气号在古瑟夫平原发现了轻微风化的证据，但没有证据表明那里有过湖泊。但在哥伦比亚丘陵，有明显的证据表明存在中等程度的水蚀作用。证据包括硫酸盐、针铁矿和碳酸盐等矿物，它们只在有水的情况下才会形成。据信，古瑟夫撞击坑在很久前可能有过一座湖泊，但后来被火成物质所覆盖。所有尘埃都含有磁性成分，经鉴定为含钛磁铁矿。此外，覆盖火星表面一切的薄薄尘埃在火星所有地方都是一样的。

## 机遇号漫游车在珍珠湾区的发现

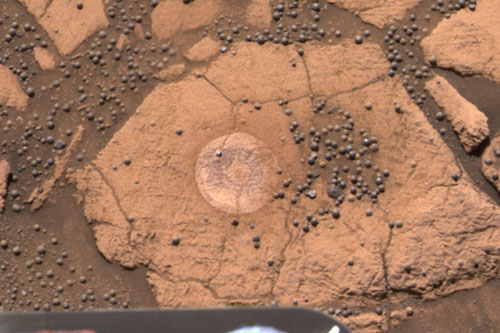
“浆果碗”岩石。

机遇号漫游车发现子午线高原的土壤与古瑟夫撞击坑和阿瑞斯谷的非常相似。但是，子午线高原许多地方的土壤中，覆盖着一种称为“蓝莓石”的圆形、坚硬的灰色球体。这些蓝莓石被发现几乎完全由赤铁矿构成。据确认，奥德赛号火星探测器从轨道上观测到的光谱信号就是由这些小球体所产生，进一步的研究表明，这些蓝莓石是由地下水形成的结核构造。随着时间的推移，覆盖在这些结核上的岩石被风化，而后它们以缓慢堆积的方式集中在地表。原密集于基岩中的小球体形成为可观测到的蓝莓石覆盖物，至少需风化一米厚的岩石。大部分土壤由并非当地的橄榄石玄武岩砂组成，沙子则可能是从别的地方被搬运而至。

### 尘埃中的矿物
由聚集在机遇号采集磁铁上的尘埃生成的穆斯堡尔光谱图表明，火星尘埃的磁性成分是钛磁铁矿，而非人们曾认为的普通磁铁矿。检测到的少量橄榄石，被解释为表明火星上有一段漫长的干涸期。另一方面，少量赤铁矿的存在意味着在火星早期历史中，可能有很短一段时间曾存在过液态水。由于发现岩石研磨工具很容易磨碎基岩，所以人们认为这些岩石比古瑟夫撞击坑的要松软得多。

### 基岩矿物
机遇号所降陆的地面上几乎看不到岩石，但探测车上的仪器对陨石坑中暴露的基岩进行了勘测，发现基岩是以硫酸钙和硫酸镁形式存在的沉积岩，含有高浓度的硫。基岩中可能存在的一些硫酸盐为硫镁矾、无水硫酸盐、烧石膏、硫酸镁、七水镁矾和石膏。也可能存在盐类，如岩盐、水氯镁石、南极石、白钠镁矾、无水钠镁矾或钙芒硝等。

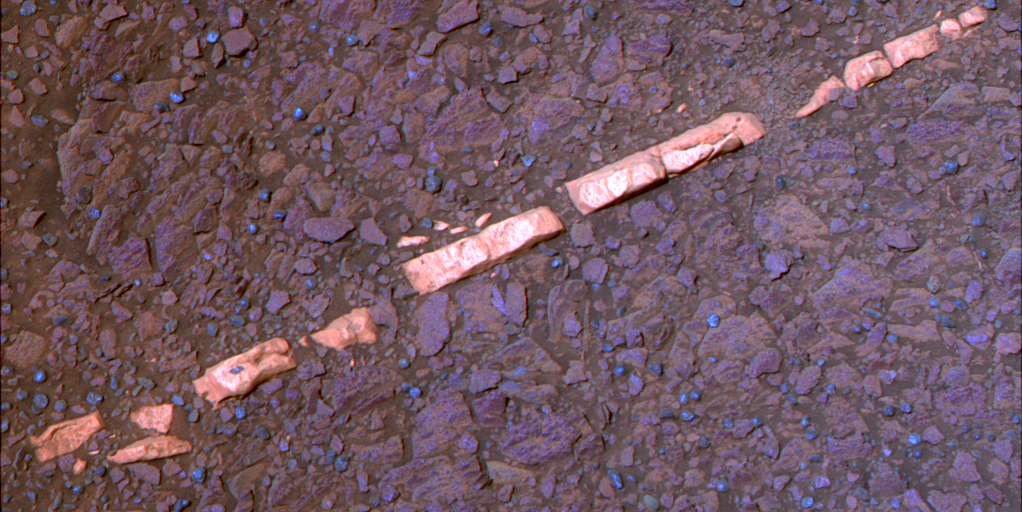
“霍姆斯特克”矿脉

这些含有硫酸盐的岩石与孤立的岩石以及火星其他地点登陆器/探测车检查过的岩石比，色泽更浅。这些含有水合硫酸盐的浅色岩石的光谱与火星全球探勘者号上热辐射光谱仪拍摄到的光谱相似。在大范围区域都发现了这种相同的光谱，因此，相信水曾广泛出现在各个地区，而不仅仅是机遇号所探测的区域。
阿尔法粒子X射线光谱仪（APXS）发现岩石中的磷含量相当高，在阿瑞斯谷和古瑟夫撞击坑的其他探测车也发现了类似的高浓度，因此推测火星地幔可能富含磷。岩石中的矿物可能缘自玄武岩的酸性风化，由于磷的溶解度与铀、钍及稀土金属的溶解度有关，因此，岩石中可能也富集了这些元素。
当机遇号探测车抵达奋斗撞击坑边缘时，很快发现了一条白色矿脉，后来被确认为是纯石膏。它是由携带石膏溶液的水流将矿物沉积在岩石裂缝中所形成，这条被称为“霍姆斯特克”矿脉的照片显示在右上侧。

### 水的证据

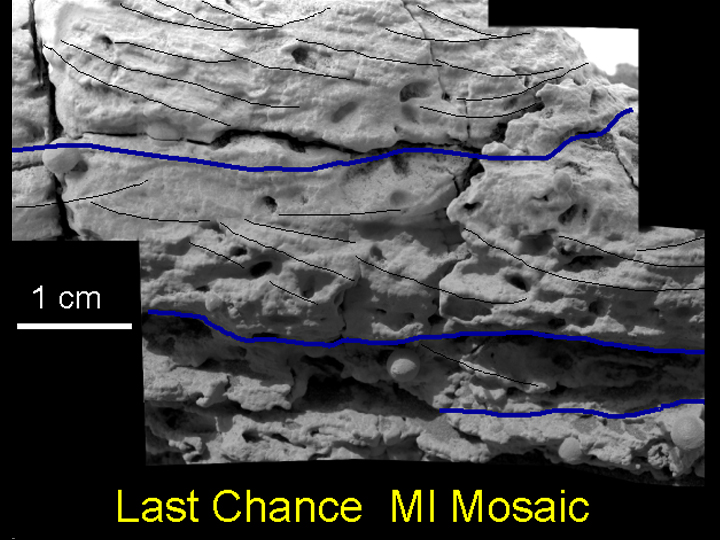
“最后机会”岩石中的交错层理特征。

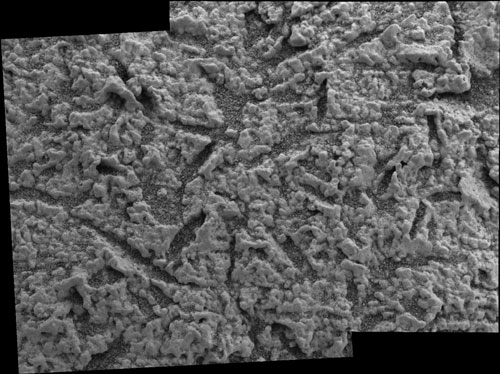
岩石内的空隙或“孔洞”。

2004年对子午线岩石的检查显示了过去水的有力现场证据，检测到的黄钾铁矾（仅在水中形成）矿物，证明了子午线高原曾存在过水。此外，一些岩石显示出只有涓涓细流才会形成的小叠层形状，首块发现有这种叠层的岩石被称作“幽谷”（The Dells），地质学家认为，交错层理显示了水下涟漪中传播的花彩几何结构，左上显示了交叉分层，也称为交错层理的图片。
一些岩石中的箱形孔洞是由硫酸盐形成的大晶体所造成，当晶体溶解后，则会留下称为孔洞的空隙。岩石中溴元素的浓度变化很大，可能是因为它们极易溶解，水可能在蒸发前将它们浓缩在某些地方。另一种浓缩高溶解性溴合物的机制是夜间的霜冻沉积，会形成非常薄的水膜，将溴集中在某些地方。

### 撞击岩
坐落在沙地平原上的一块岩石—“弹跳岩”，被发现是从撞击坑中喷射出的，其化学成分与基岩不同。它主要含有辉石和斜长石，而不含橄榄石，与已知来自火星的陨石 EETA 79001 辉玻无粒陨石的岩性 B 非常相似。弹跳岩因靠近着陆器的安全气囊弹跳位置而得名。

### 陨石
机遇号探测车在平原上发现了陨石，机遇号仪器分析的第一块岩石称为“热盾岩”，因为它被发现于机遇号隔热罩所掉落地面的附近。通过小型热辐射光谱仪、穆斯堡尔光谱仪和阿尔法粒子X射线光谱仪的检测，研究人员将其归属为IAB陨石，
阿尔法粒子X射线光谱仪测定它是由93%的铁和7%的镍构成；而被称为“无花果树巴伯顿”的鹅卵石被认为是一种石质或石铁质陨石（中陨铁硅酸盐）；但“艾伦山”和“中山”则可能是铁陨石。

### 地质史
对现场的观察使科学家们相信，该地区曾多次被洪水淹没，并经历过蒸发和干燥，在此过程中，硫酸盐沉积下来。硫酸盐将沉积物胶结后，赤铁矿结核通过地下水沉淀生长；一些硫酸盐形成大晶体，随后溶解，留下孔洞。有数条证据表明，在过去十亿年左右的时间里，气候干旱，但在遥远的过去，至少有一段时间，气候支持了水的存在。

## 好奇号漫游车在埃俄利斯区的发现
好奇号火星车在盖尔撞击坑的埃俄利斯山（夏普山）附近的埃俄利斯沼地表遇到了特别有趣的岩石。2012年秋，在从布雷德伯里着陆场前往格莱内尔格的途中，勘查了“加冕”岩石（2012年8月19日）、“杰克·马蒂耶维奇”岩石（2012年9月19日）、“巴瑟斯特因莱特”（2012年9月30日）等岩石。

### 古代水的证据
2012年9月27日，美国宇航局的科学家们宣布好奇号探测车发现了一条古河床的证据，表明火星上曾有过“奔腾的水流”。 
2012年12月3日，美国宇航局报告说好奇号进行了第一次全面的土壤分析，揭示了火星土壤中存在水分子、硫和氯。2013年12月9日，美国宇航局报告说，根据好奇号火星车研究埃俄利斯沼的证据，盖尔撞击坑中有一座古淡水湖，可能是微生物生命宜居的环境。

### 古代宜居性证据
2013年3月，美国宇航局报告说，好奇号在分析了第一份火星岩石钻孔样本-盖尔撞击坑黄刀湾的“约翰·克莱因”岩石后，发现盖尔撞击坑中的地化条件曾适合微生物生存的证据。漫游车探测到了水、二氧化碳、氧、二氧化硫和硫化氢，同时还检测到氯甲烷和二氯甲烷，相关测试发现的结果与存在蒙脱石粘土矿物的情况相一致。

### 有机物检测
2014年12月16日，美国宇航局报告说，好奇号漫游车探测到火星大气层中“十倍峰值”的甲烷含量，可能是局部性的。“20个月内进行了十几次”样本测量的结果显示，2013年末和2014年初甲烷含量有所增加，平均“大气层中甲烷含量为十亿分之七”，而在此前后，平均读数只约为这一水平的十分之一。
此外，好奇号探测车分析了从其中一块名为“坎伯兰”岩石中钻取的粉末，检测到高含量的有机化合物，尤其是氯苯。

## 图集

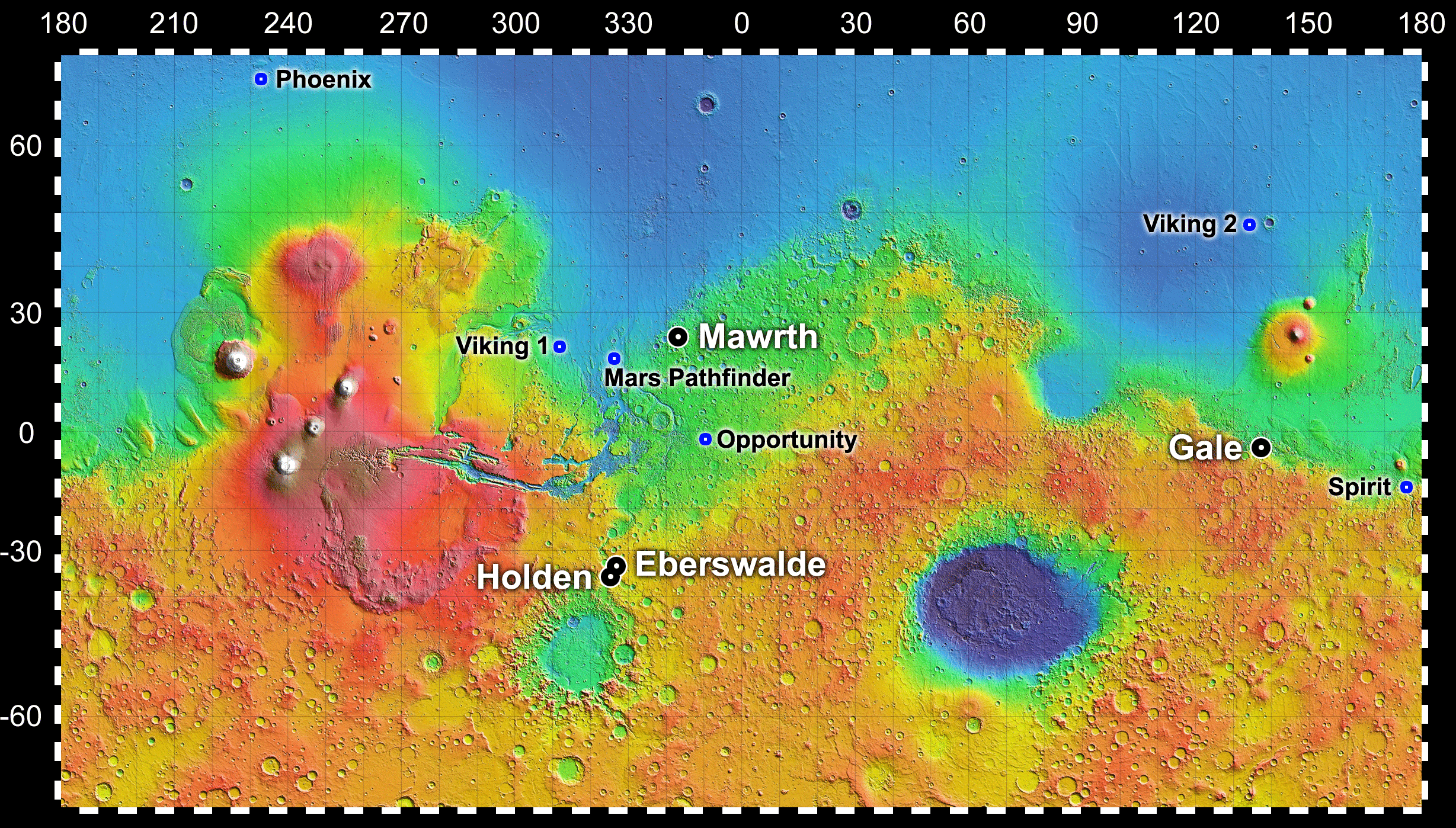
包括了盖尔撞击坑在内的实际（和拟议）火星车着陆点地图。
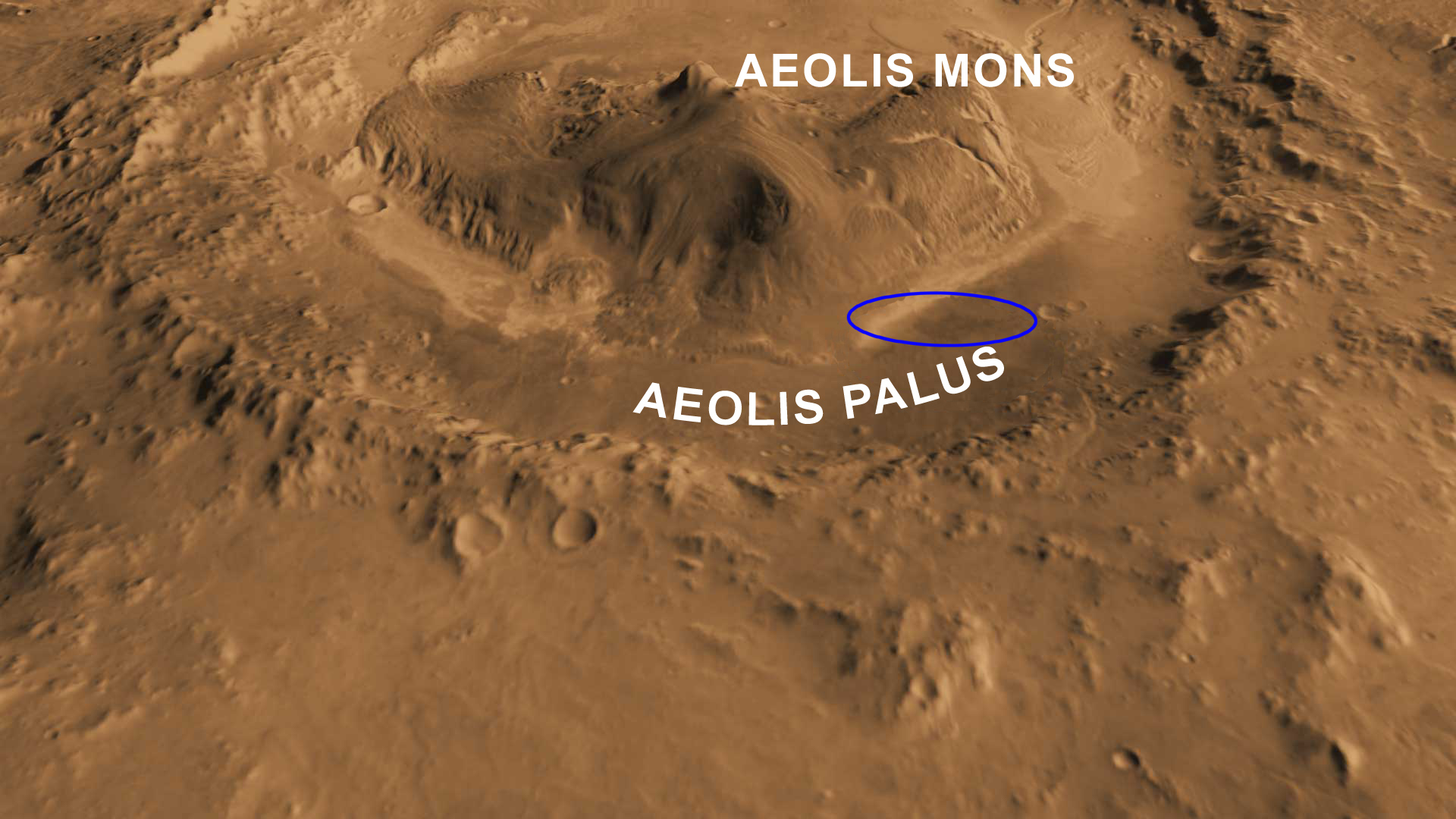
盖尔撞击坑-着陆点位于埃俄利斯山（夏普山）附近的埃俄利斯沼内-北为下。
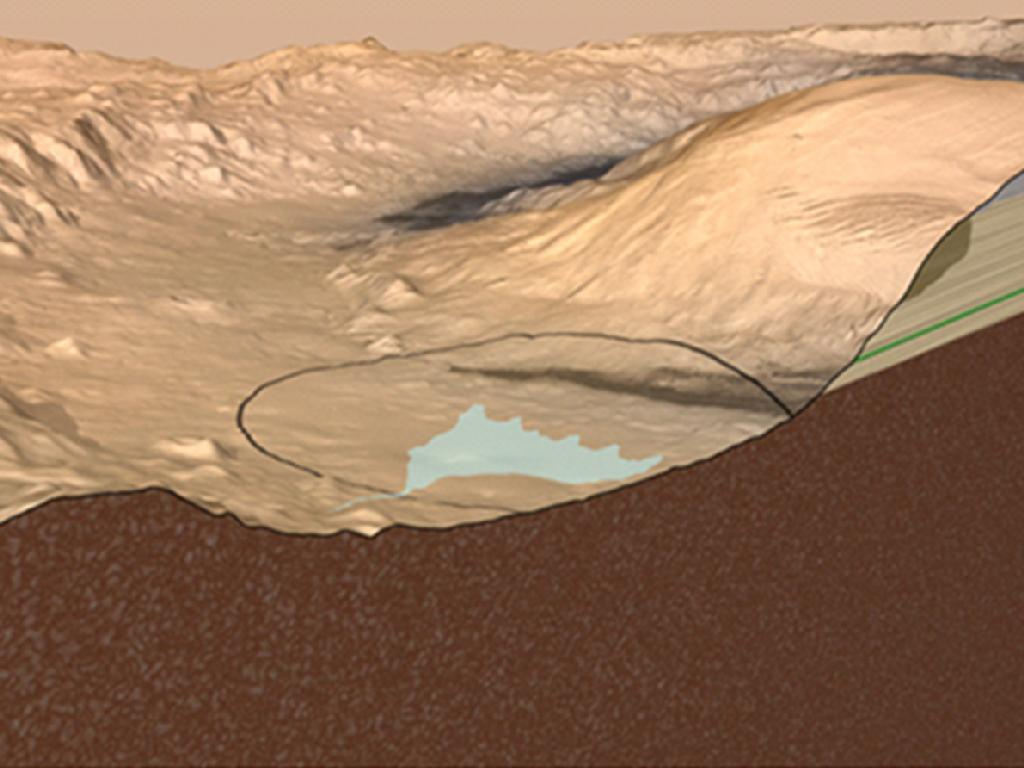
盖尔撞击坑-标注出的着陆区-以及埃俄利斯山（剖面图）中的冲积扇（蓝色）和沉积物层。
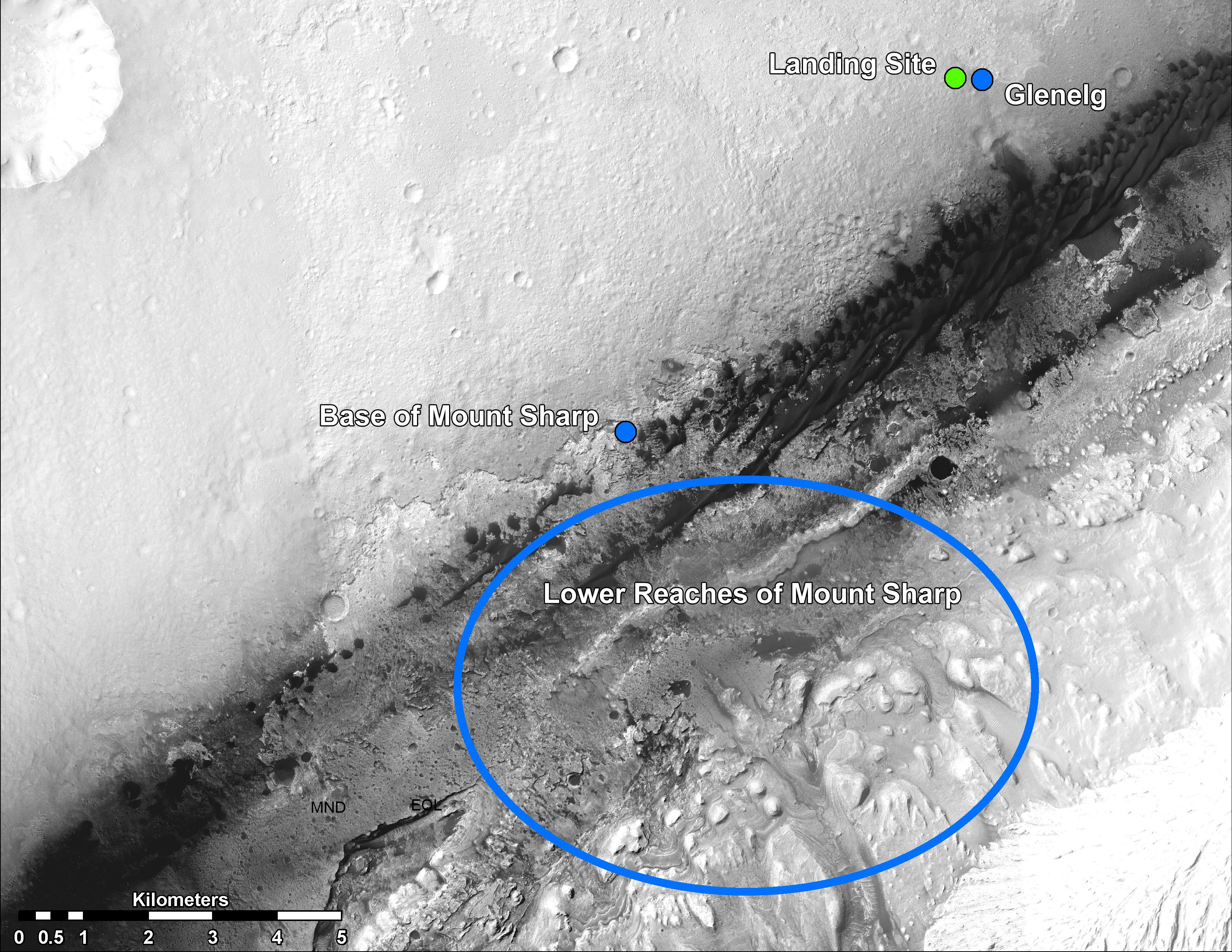
好奇号漫游车着陆点（绿点）-蓝点标注了“格莱内尔格”-而蓝圈标注了“夏普山”山底-计划研究的区域。
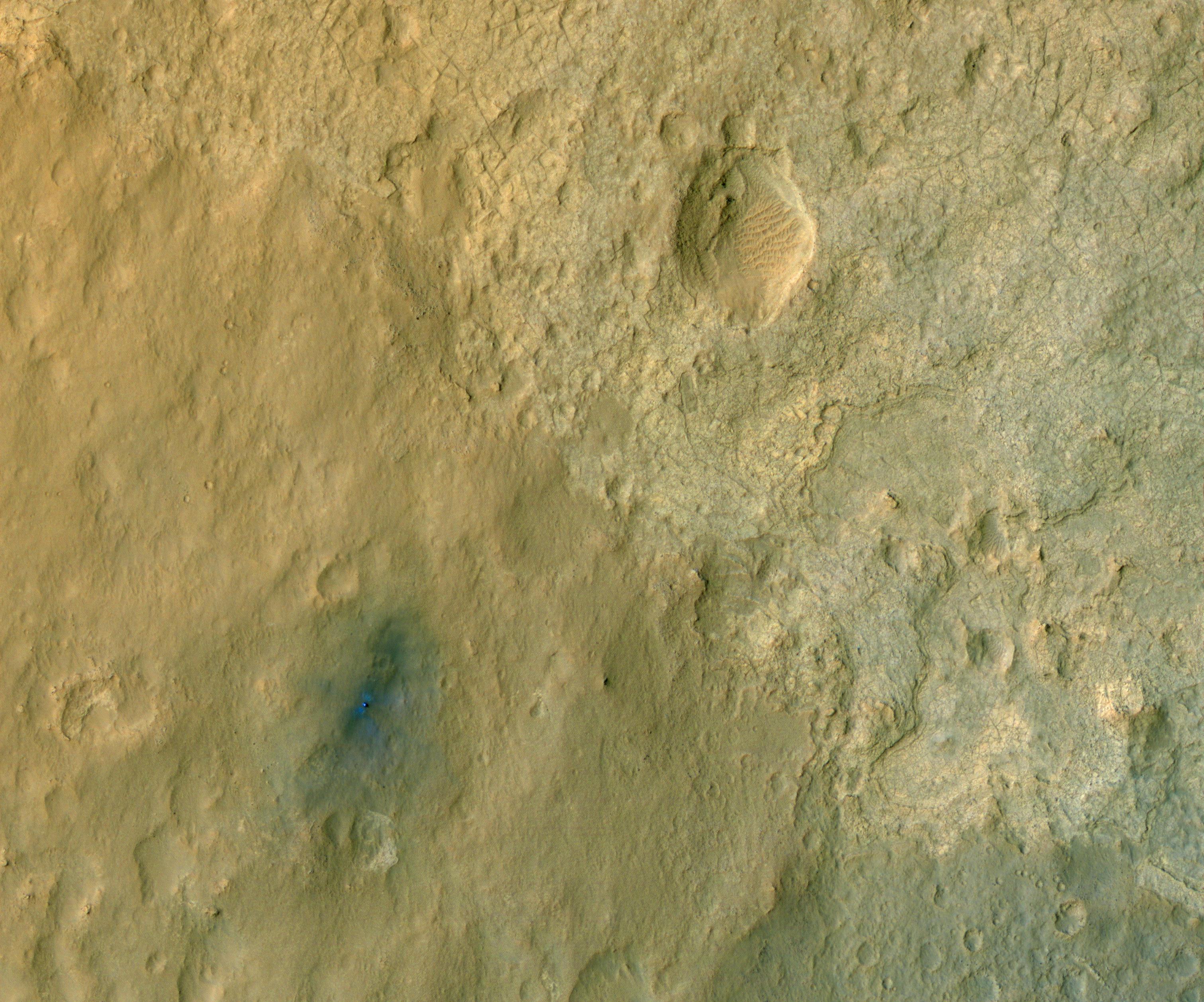
2012年8月14日，火星勘测轨道飞行器上高分辨率成像科学设备显示的好奇号漫游车着陆点（布雷德伯里着陆场）。
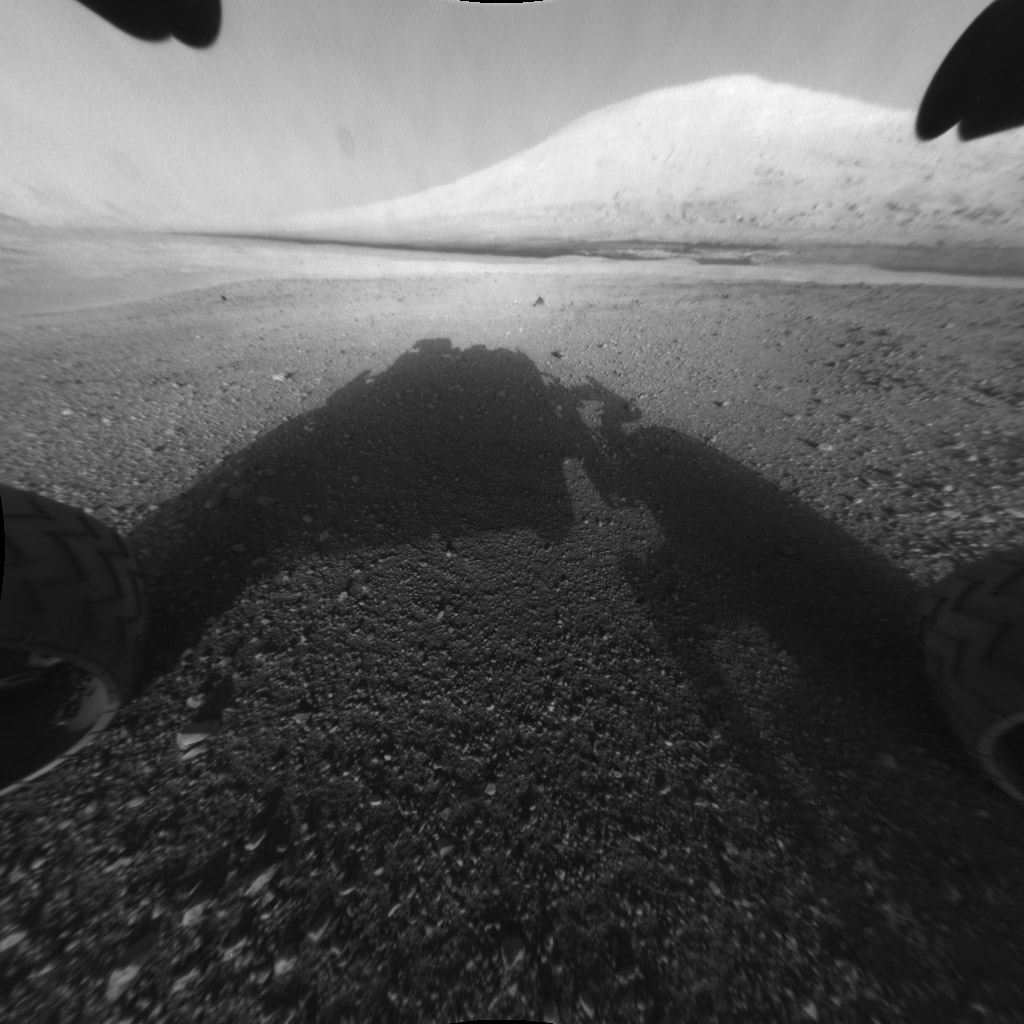
2012年8月6日，好奇号漫游车在盖尔撞击坑所看到的埃俄利斯沼和夏普山。
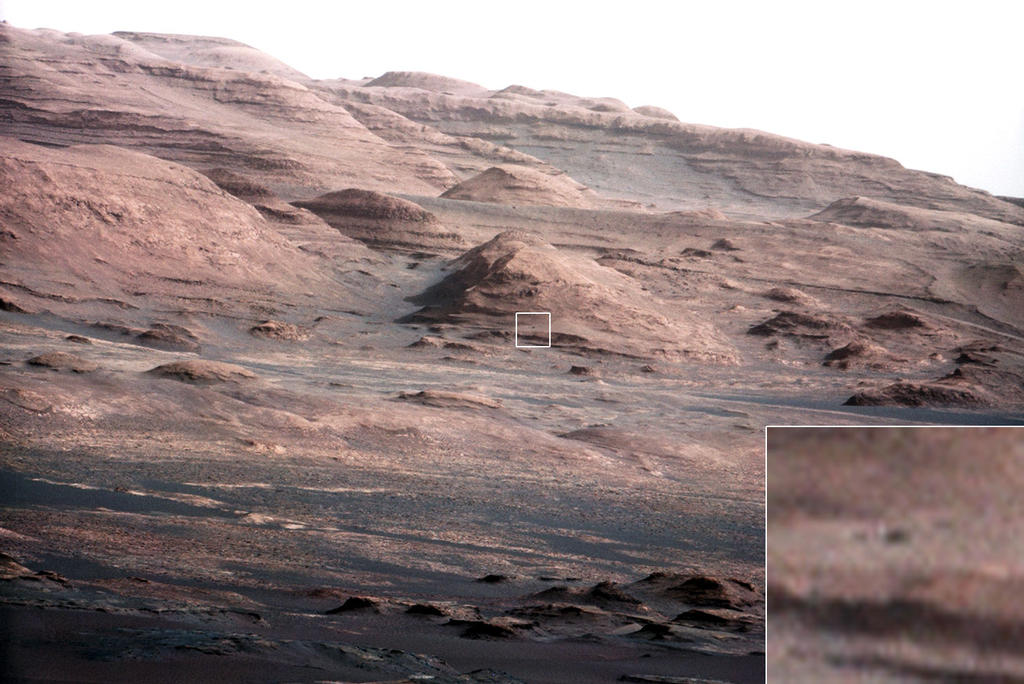
埃俄利斯山底部的岩层-右下角插图中的黑色岩石大小与好奇号漫游车相当（白平衡图像）。
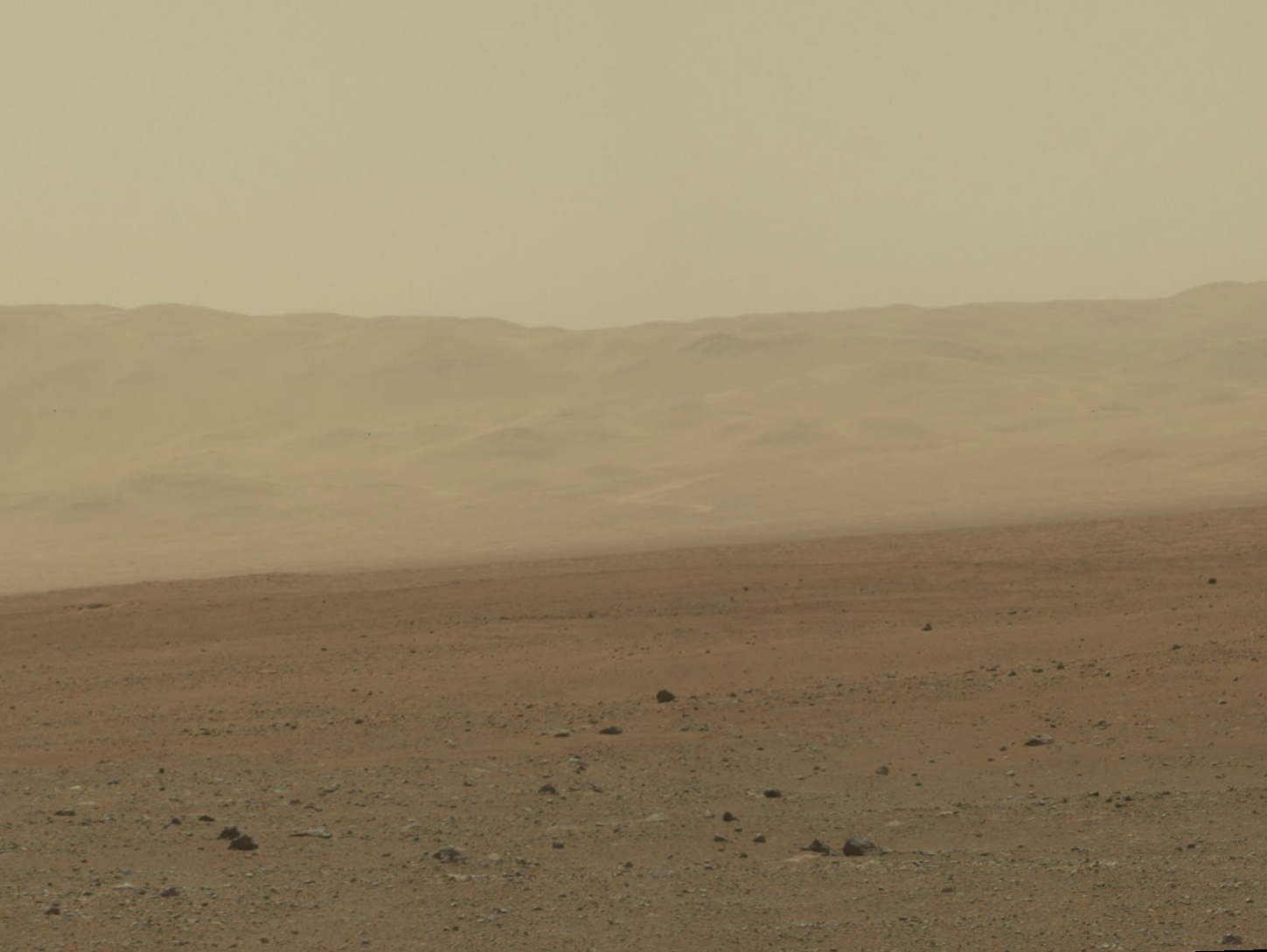
盖尔撞击坑的边缘位于好奇号漫游车以北约18公里（11英里）处（2012年8月9日）。
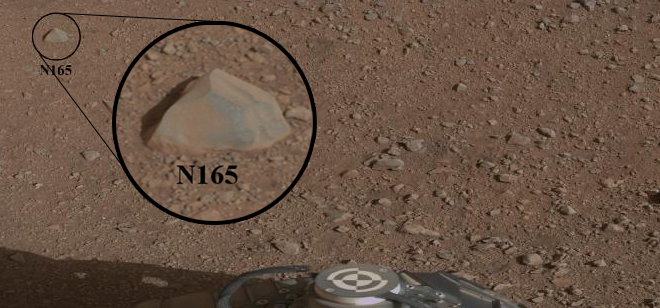
火星上的“加冕”岩石—好奇号漫游车上化学相机激光分析仪的首个目标（2012年8月19日）。
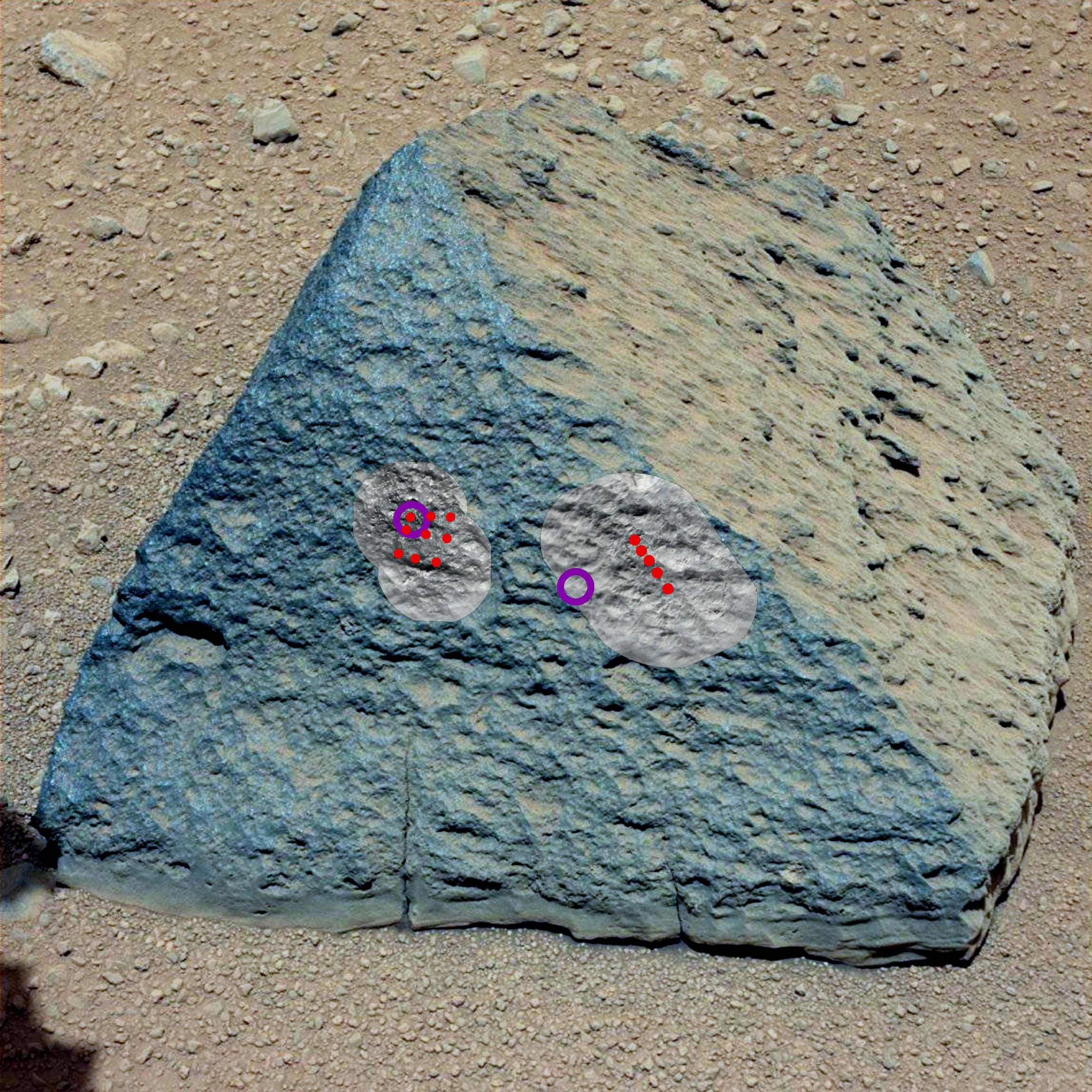
火星上的“杰克·马蒂耶维奇”岩石是好奇号阿尔法粒子X射线光谱仪和化学相机的研究目标（2012年9月22日）。
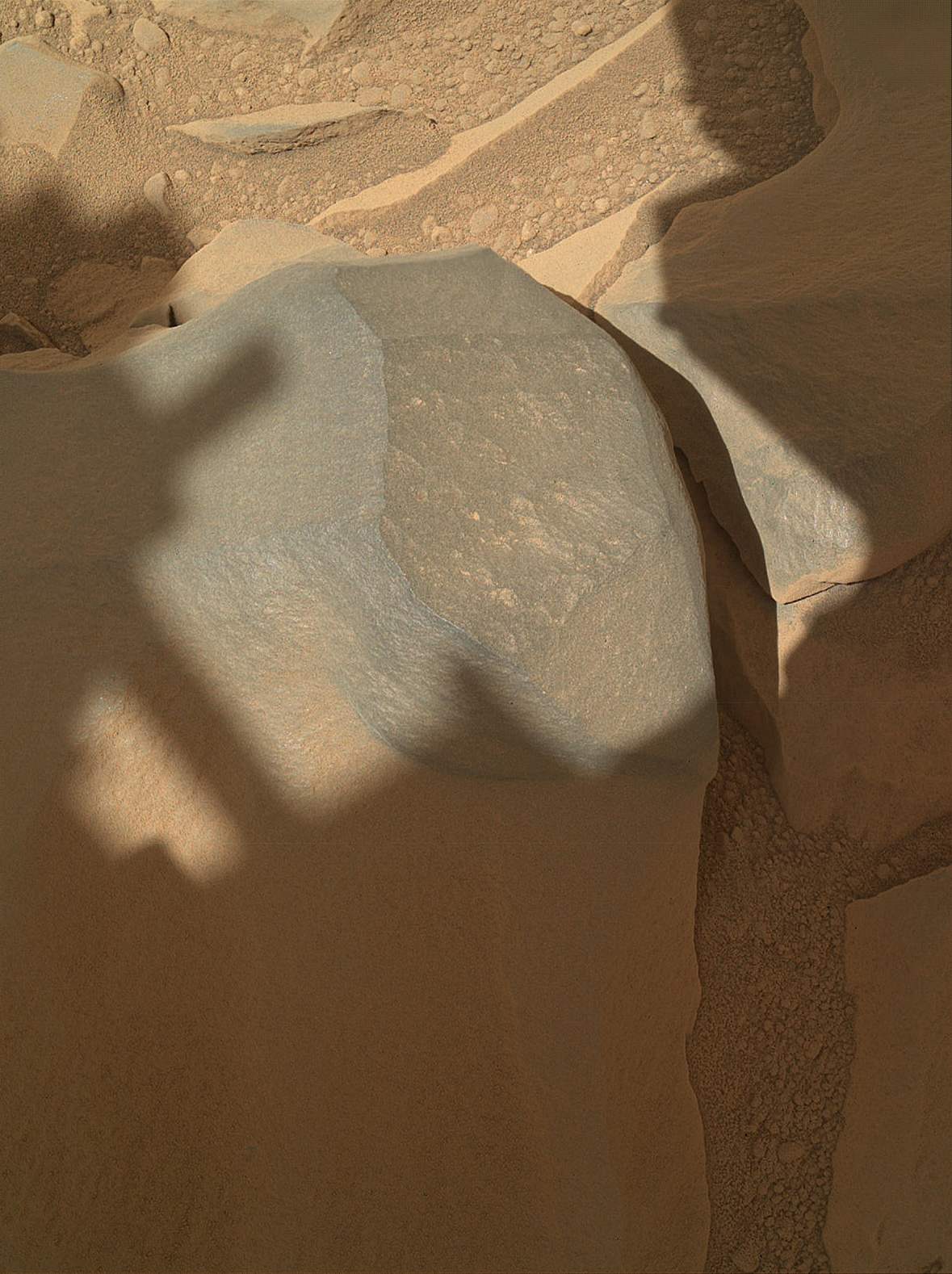
火星上的“巴瑟斯特因莱特”岩石通过好奇号漫游车上的手部透镜成像仪相机进行了观察（2012年9月30日）。
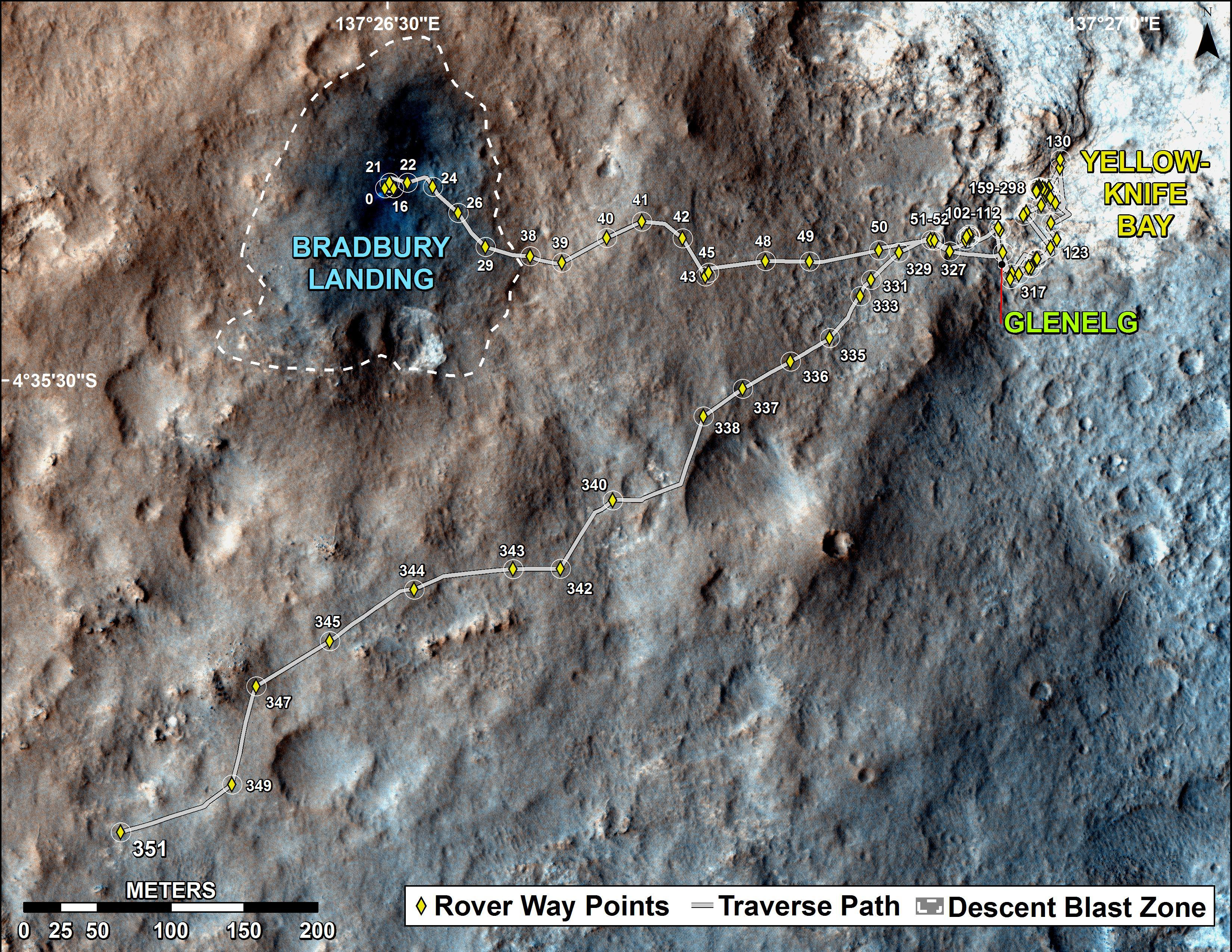
第一年的第一英里火星上“好奇号”漫游车的“巡航图”（2013年8月1日) （页面存档备份，存于）(3-D （页面存档备份，存于）)。

## 另请查看
- 火星碳酸盐
- 火星上的含氯沉积物
- 哥伦比亚丘陵
- 火星地质
- 火星的地下水
- 火星区域列表
- 火星岩石列表
- 珍珠湾区
- 火星土壤
- 火星矿物
- 火星矿石资源
- 火星水文